# 빌라두마이우

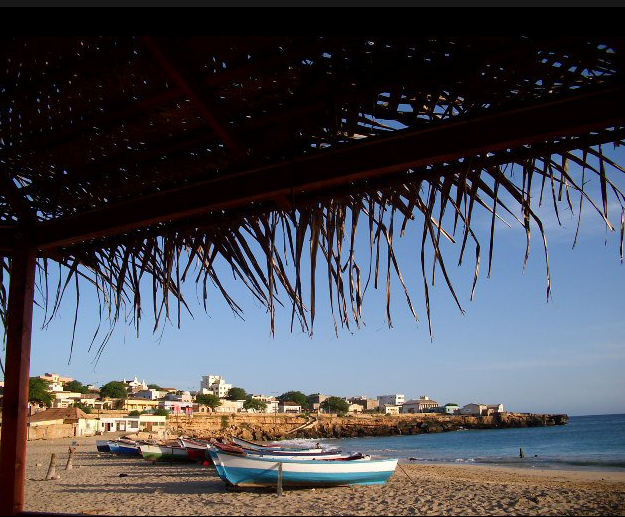
빌라두마이우

빌라두마이우(포르투갈어: Vila do Maio)는 카보베르데 마이우섬 남서부에 위치한 도시로 높이는 10m, 인구는 2,971명(2010년 기준)이다. 행정 구역상으로는 마이우시에 속한다.
19세기까지 잉글랜드 선박이 소금을 수출하면서 도시가 형성되었기 때문에 포르투잉글레스(포르투갈어: Porto Inglês)라고 부르기도 한다. 나폴레옹 전쟁 시기였던 1814년 1월 23일에 일어난 영국과 프랑스 프리깃 함대 간의 마이우 해전이 벌어진 곳이기도 하다.
빌라두마이우항은 산티아구섬에 위치한 프라이아를 오가는 페리 노선이 운항되는 곳이다. 도시에서 북쪽으로 1km 정도 떨어진 곳에는 국내선 전용 공항인 마이우 공항이 위치한다.

## 자매 도시
- 포르투갈 로르스